# Vrh pri Poljanah
Vrh pri Poljanah je naselje v Občini Ribnica.